# Karl Kreith
Karl (Carl, Charles, Carlos) Kreith (om 1746 – Wenen, 23 december 1803) was een Oostenrijks componist en fluitist.

## Levensloop
Kreith was op zijn vroegst sinds 1782 lid van de Galicische nobelgarde in Wenen. Toen de nobelgarde in 1791 opgelost werd kreeg Kreith een aanstelling als paukist in de Weense hofkapel (Hofmusikkapelle). Kreith behoorde tot de vooraanstaande dwarsfluit virtuozen in zijn leeftijd. Hij componeerde taalrijke werken voor kamermuziek (met en zonder dwarsfluit), maar ook werken voor de harmonie- en Turkse muziek en pedagogische werken. Hij schreef ook een bewerking van de opera Die Zauberflöte van Wolfgang Amadeus Mozart voor een kwintet (dwarsfluit, viool, 2 altviolen en cello) (1801-1802).

## Composities

### Werken voor harmonieorkest
- Der Trompetenstoß, voor 2 hobo's, 2 klarinetten, 2 hoorns, 2 fagotten en trompet[1]
- Marsch der Scharfschützen
- Marsch für türkische Militärs
- Marcia per i Morti, voor 2 hobo's, 2 klarinetten, 2 hoorns, 2 fagotten en contrabas, op. 52[1]
- Regiments-Marsch

### Kamermuziek
- 1795 Zes variaties, voor dwarsfluit solo, op. 1[1]
- 1795 Zes variaties, voor dwarsfluit solo, op. 2[1]
- 1795 Twaalf variaties, voor dwarsfluit solo, op. 3[1]
- 1795 Zes divertimenti, voor dwarsfluit solo, op. 4[1]
- 1799 Zes variaties, voor dwarsfluit solo, op. 14[1]
- 1799 3 concertante duetten, voor 2 dwarsfluiten, op. 15[1]
- 1800 Twaalf variaties over "Tyroler sind oftmals so lustig", voor dwarsfluit solo[1]
- 1800 3 concertante duetten, voor 2 dwarsfluiten, op. 24[1]
- 1800 Le celebré Solo pour une flûte avec accompagnement de basse (ad libium) d'après Beethoven. 6 Variations (sol majeur WoO70) pour piano sur le duo "Nel cor più non mi sento" de Paisiello
- 1801 Kwartet, voor dwarsfluit, viool, altviool en cello, op. 44
- 1802 3 duetten (Trois Duos), voor 2 dwarsfluiten, op. 78[1]
- 1. Sonate in Es, voor klarinet en viool
- 2. Sonate in Es, voor klarinet en viool
- 3 concertante duetten, voor 2 dwarsfluiten, op. 10[1]
- 3 kwartetten, voor dwarsfluit, klarinet, hoorn en fagot, op. 66[1]
- 3 trio's, voor 2 dwarsfluiten en altviool obligato, op. 56[1]
- 6 Neue Canons, voor 3 dwarsfluiten, op. 69
- 6 dúos de Kreit a dos clarines, voor 2 klarinetten
- 24 liederen en walsen, voor dwarsfluit en piano
- Concert, voor dwarsfluit en piano, op. 70[1]
- Das schöne Kätchen - 10 variaties, voor dwarsfluit solo, op. 64[1]
- Duette - 6 Menuette, 6 Deutsche Tänze, voor 2 klarinetten
- Duetto per due fagotti, voor 2 fagotten
- Partita, voor 2 klarinetten, 2 hoorns en 2 fagotten, op. 57[1]
- Partita, voor 2 klarinetten, 2 hoorns en 2 fagotten, op. 58[1]
- Partita in D majeur, voor 2 klarinetten, 2 hoorns en fagot, op. 59[1]
- Partita in Es Majeur, voor 2 klarinetten, 2 hoorns en fagot, op. 60[1]
- Partita, voor 2 klarinetten, 2 hoorns en 2 fagotten, op. 63[1]
- Six Allemandes, voor 2 Flageolets[2]
- Trio in G majeur, voor 2 dwarsfluiten en fagot (of cello)
- Twaalf duetten (Zwölf Duette), voor hoornes (of klarinetten), op. 50[1]
- Twaalf grote variaties (Zwölf große Variationen), voor twee dwarsfluiten, op. 102
- Twaalf grote variaties (Zwölf große Variationen), voor dwarsfluit en altviool, op. 66
- Twaalf originele optochten, voor 5 trompetten, op. 67[1]
- Twaalf polonaises, voor 2 dwarsfluiten, op. 5[1]
- Twaalf variaties, voor dwarsfluit en viool, op. 12 - opgedragen aan A. Schüßerl[1]
- Vijf romantische fantasieën, voor dwarsfluit
- Zes grote divertimenti nr. 1, voor dwarsfluit solo, op. 61[1]
- Zes grote divertimenti nr. 2, voor dwarsfluit solo, op. 62[1]
- Zes origineel-Hongaarse dansen (6 originale ungarische Tänze), voor 2 dwarsfluiten
- Zes polonaises, voor 2 dwarsfluiten, op. 120[1]
- Zes variaties, voor dwarsfluit solo, op. 53
- Zes variaties in Bes majeur, voor dwarsfluit solo, op. 55
- Zes variaties, voor dwarsfluit, op. 88[1]
- Zeven variaties over "Freut euch des Lebens", voor dwarsfluit solo, op. 13[1]

### Pedagogische Werken
- 1799 Anweisung, wie alle Töne auf der Flöte traversière zu nehmen sind
- 1803 Schule für die Flöte; Kurzgefasste Anleitung die Flöte zu spielen